# アップサイジングコンセプト
アップサイジングコンセプト（英: Up Sizing Concept）とは自動車においてエンジンの排気量を大きくすることである。

## 概要
2000年代後半から自動車業界を席巻してきたダウンサイジングコンセプトの対義語に近い概念で、その点ではライトサイジングコンセプトに近い。ただしアップサイジングは燃費性能の向上を目的としたもの以外も含め、エンジンサイズ拡大の全般を指す。
一般的にエンジン内部の機械抵抗損失は回転数の二乗に比例するため、高回転化するほど燃費も悪くなる。裏返せば、低回転化すれば損失の低下により燃費の向上が期待できることになる。

出力を維持したまま低回転化するには排気量を上げる必要がある。もし排気量を増やすことによる損失の増加よりも回転数を下げることによる損失の減少の方が大きければ、燃費の向上につながる。

ダウンサイジングコンセプトの浸透により、「排気量拡大=燃費悪化」というイメージが浸透したが、このようにうまく巡航時のエンジン回転数を低く抑えることができれば、むしろ燃費の向上に繋がる可能性がある。
また静粛性向上や常用回転域でのトルク特性の向上など、燃費以外の観点からあえて排気量を上げるケースも存在する。
ユーザーサイドでのデメリットとしては、｢その排気量の変わり方｣と｢法制度｣の関係によっては税金など所有にかかるコストが高くなってしまう。こと、二輪の場合は現在所持している免許では新型に乗れなくなってしまうことなどが挙げられる。ただし前者は1年間の走行距離次第で、節約した燃料代によってペイできる可能性がある。

## アップサイジングの例
- 1980年代に登場したBMW・3シリーズのイータエンジンは先代の2.3L（143馬力）から2.6L（125馬力）と、排気量を拡大したにもかかわらず馬力がダウンしている。これは低回転域でのトルクを太らせて低回転での実用を重視した、現代的なアップサイジングの概念の先駆けといえる存在であった。しかし商業的成功を収めることはできず、1990年代を迎えること無く姿を消した。

- トヨタ・プリウスは2009年に3代目へとフルモデルチェンジをする際、1.5L→1.8Lへと排気量を拡大した。これにより高速域でのエンジン回転数を20％低くし、苦手であった高速巡航を克服して、実燃費を大きく向上させている。本来ならば排気量拡大により低負荷域での燃費悪化が懸念されるが、プリウスのTHS-Ⅱは低負荷域ではモーターを用いたEVモード（=エンジン停止状態）により巡航できるためデメリットを打ち消せた[4]。

- マツダ・CX-5は2018年に、気筒休止システムを採用した上で排気量を2.0→2.5Lへと拡大。燃費を5%向上させた[5]。

- マツダ・デミオは2018年に、実用燃費改良のため排気量を1.3L→1.5Lへと拡大した。

- 三菱・アウトランダーのPHEVは2018年のマイナーチェンジで、低回転化による発電時のエンジンノイズ低減を企図し、従来の2.0Lから2.4Lへと排気量拡大が行われた。

- トヨタ・86/スバル・BRZは、2021年の2代目へのフルモデルチェンジで、エンジン回転によるトルク変動の谷を抑える目的で、従来の2.0Lから2.4Lへと排気量拡大が行われている。